# 三次資料
三次資料（さんじしりょう、英:tertiary source）は、一次資料と二次資料の目録や内容をまとめたもの。三次資料は、ものによっては学術研究で引用されることはなく、むしろ他の情報源を探す助けとして使われるべきである。

## 二次資料との共通性
研究の主題に応じて、学者は文献目録、辞典、百科事典を三次資料や二次資料として利用する。このことは、多くの情報源をどちらに分類するかという話を幾分難しくしている。
学問分野によっては、二次資料と三次資料の区別は相対的なものである。
UNISISTモデルでは、二次資料は文献目録であり、三次資料は一次資料を統合したものとされる。

## 三次資料の種類
三次資料として、百科事典、教科書、大要が挙げられ、それらは情報源となる素材を要約、収集、統合し一つの概観を提供しようとするものだが、一方で（二次資料の特徴である）主観的で偏った注釈や分析は排除される。
文献目録、コンコルダンス、データベースは、文章としての情報は多くないが、一次資料と二次資料の集合体としてしばしば三次資料とみなされる。
年鑑、旅行ガイドブック、図鑑、年表も三次資料の例である。
概観・総覧的な記事は通常は三次資料とされるが、査読付きの学術雑誌に載る総説論文は二次資料である。（これは一次資料的な自説を書いた映画評論や書評などとは区別される。）
取扱説明書のようなある種の情報源は通常は一次資料とされるが、第三者によって書かれた場合、（その性格によっては）二次資料や三次資料になる。